# Yūrqūnābād-e Soflá
Yūrqūnābād-e Soflá (persiska: يورقونابادِ سُفلَى, یورقون آباد سفلی) är en ort i Iran.   Den ligger i provinsen Västazarbaijan, i den nordvästra delen av landet, 600 km väster om huvudstaden Teheran. Yūrqūnābād-e Soflá ligger 1 285 meter över havet och antalet invånare är 195.
Terrängen runt Yūrqūnābād-e Soflá är platt åt nordväst, men åt sydost är den kuperad. Runt Yūrqūnābād-e Soflá är det ganska tätbefolkat, med 185 invånare per kvadratkilometer. Närmaste större samhälle är Urmia, 15,6 km söder om Yūrqūnābād-e Soflá. Trakten runt Yūrqūnābād-e Soflá består till största delen av jordbruksmark.